# 立命館夜間高等学校
立命館夜間高等学校（りつめいかんやかんこうとうがっこう）とは、かつて京都府京都市内にあった私立高等学校。

## 沿革
- 1937年 立命館夜間中学および立命館商業学校夜間部が設置される。
- 1943年 立命館夜間中学が立命館第四中学校に、また立命館商業学校夜間部は立命館工業学校に改変される。
- 1948年 学制改革に伴い、立命館夜間高等学校となる。
- 1949年 定時制課程として立命館高等学校に統合される。
- 1952年 廃止。

## スポーツ
- 新制高等学校となった1950年、第32回全国高等学校野球選手権大会京都府地方大会に参加していた[1]。